# Ranca
Ranca je naselje v Občini Pesnica.